# Габленц (Верхняя Лужица)
Га́бленц или Я́блоньц (нем. Gablenz; в.-луж. Jabłońc) — коммуна в Германии, в земле Саксония. Подчиняется административному округу Дрезден. Входит в состав района Гёрлиц. Подчиняется управлению Бад Мускау. Население составляет 1754 человека (на 31 декабря 2010 года). Занимает площадь 14,65 км².
Входит в состав культурно-территориальной автономии «Лужицкая поселенческая область», на территории которой действуют законодательные акты земель Саксонии и Бранденбурга, содействующие сохранению лужицких языков и культуры лужичан. Официальным языком в населённом пункте, помимо немецкого, является лужицкий.

## Сельские округа
Коммуна подразделяется на 3 сельских округа:
- Габленц (Jabłońc)
- Восынка (Wosynka)
- Кромлау (Kromola)